# Frank T. Fitzgerald
Frank Thomas Fitzgerald (* 4. Mai 1857 in New York City; † 25. November 1907 ebenda) war ein US-amerikanischer Jurist und Politiker. Er vertrat 1889 den Bundesstaat New York im US-Repräsentantenhaus.

## Werdegang
Frank Thomas Fitzgerald wurde ungefähr vier Jahre vor dem Ausbruch des Bürgerkrieges in New York City geboren und wuchs dort auf. Er graduierte am College of St. Francis Xavier in New York City, dann 1876 am St. Mary’s College in Niagara Falls und 1878 an der Columbia Law School in New York City. Seine Zulassung als Anwalt erhielt er im selben Jahr und begann dann 1879 in New York County zu praktizieren.
Im Jahr 1884 kandidierte er erfolglos als Unabhängiger für einen Kongresssitz. Fitzgerald schloss sich dann der Demokratischen Partei an. Bei den Kongresswahlen des Jahres 1888 wurde er im sechsten Wahlbezirk von New York in das US-Repräsentantenhaus in Washington, D.C. gewählt, wo er am 4. März 1889 die Nachfolge von Amos J. Cummings antrat. Während der folgenden Zeit verband er sich mit der Tammany Hall in New York und trat am 4. November 1889 von seinem Sitz zurück.
Er wurde zum Register im New York County gewählt – eine Stellung, die er bis 1892 innehatte. 1892 wurde er für eine 14-jährige Amtsperiode zum Vormundschafts- und Nachlassrichter (surrogate) im New York County gewählt und 1906 wiedergewählt. Diesen Posten bekleidete er bis zu seinem Tod am 25. November 1907 in New York City. Er starb an den Spätfolgen eines Straßenbahn-Unfalls, in den er vier Jahre zuvor in Kanada verwickelt war. Während seiner Zeit am Gericht nahm er 1893 als Delegierter an der verfassunggebenden Versammlung von New York teil. Sein Leichnam wurde auf dem Calvary Cemetery in Woodside (Queens) beigesetzt.